# Ulf Timmermann
Ulf Timmermann (Oost-Berlijn, 1 november 1962) is een voormalige Duitse kogelstoter. In de jaren tachtig van de 20e eeuw behoorde hij tot de beste kogelstoters ter wereld. Hij werd olympisch kampioen, wereldindoorkampioen, driemaal Europees kampioen, Duits kampioen en meervoudig Oost-Duits kampioen. Tweemaal verbeterde hij het wereldrecord kogelstoten. Zijn record van 23,06 m is nog altijd geldig als Europees record. Ook had hij van 1988 tot de Spelen in 2016 het olympisch record in handen. Hij is een van de twee atleten die meer dan 23 meter stootte (de andere is Randy Barnes).

## Biografie

### Jeugd
Timmerman werd geboren in een atletiekfamilie. Zijn vader deed aan discuswerpen en zijn moeder beoefende de meerkamp. Op jonge leeftijd begon hij met roeien. Op dertienjarige leeftijd stapte hij over op de atletiek en begon net als zijn vader met discuswerpen. Op latere leeftijd stapte hij over op het kogelstoten. Vanaf het begin werd hij door Werner Goldmann getraind.
In 1981 maakte hij zijn internationale doorbraak door op de EK voor junioren een zilveren medaille te winnen bij het kogelstoten. Alleen zijn landgenoot Andreas Horn wist zijn beste poging van 18,45 voor te blijven met 18,71.

### Senioren
Op de wereldkampioenschappen van 1983 in Helsinki won Ulf Timmermann een zilveren medaille. In 1987 won hij goud op zowel de EK indoor als de WK indoor. Het eerste hoogtepunt van zijn atletiekcarrière beleefde hij in 1985 met het verbeteren van het wereldrecord naar 22,62 m in zijn geboortestad Berlijn. Op de WK van 1987 in Rome werd hij tweede.
Zijn beste prestaties leverde Timmermann in het olympisch jaar 1988. Hij plaatste zichzelf in een favorietenrol door vlak voor de Spelen (22 mei 1988) als eerste atleet de kogel verder dan 23 meter te stoten. Op de Olympische Spelen van 1988 in Seoel maakte hij zijn favorietenrol waar en veroverde voor Oost-Duitsland een gouden medaille op een sterk bezet kogelstootnummer. Met een olympisch record van 22,47 versloeg hij de Amerikaan Randy Barnes (zilver; 22,39) en Zwitser Werner Günthör (brons; 21,99). Vier jaar later op de Spelen van Barcelona moest hij genoegen nemen met een vijfde plaats.
Ulf Timmermann is gescheiden en vader van twee kinderen. Hij voltooide een opleiding als belastingspecialist en werkt momenteel als bedrijfsleider van een Berlijns café.

## Titels
- Olympisch kampioen kogelstoten - 1988
- Wereldindoorkampioen kogelstoten - 1987, 1989
- Europees kampioen kogelstoten - 1990
- Europees indoorkampioen kogelstoten - 1987, 1989
- Duits kampioen kogelstoten - 1992
- Oost-Duits kampioen kogelstoten - 1988, 1989, 1990,
- Oost-Duits indoorkampioen kogelstoten - 1983, 1985, 1986, 1987, 1988, 1989, 1990

## Wereldrecords
| Afstand | Datum             | Plaats  |
| ------- | ----------------- | ------- |
| 22,62 m | 22 september 1985 | Berlijn |
| 23,06 m | 22 mei 1988       | Chania  |

## Persoonlijke records
| Onderdeel             | Prestatie           | Datum            | Plaats      |
| --------------------- | ------------------- | ---------------- | ----------- |
| kogelstoten (outdoor) | 23,06 m (AR, ex-WR) | 22 mei 1988      | Chania      |
| kogelstoten (indoor)  | 22,55 m (AR)        | 11 februari 1989 | Senftenberg |

## Palmares

### kogelstoten
- 1981:  EJK - 18,45 m
- 1983:  Europacup - 20,39 m
- 1983:  WK - 21,16 m
- 1985:  EK indoor - 21,44 m
- 1985:  Wereldbeker - 22,00 m
- 1986:  EK - 21,84 m
- 1986:  Grand Prix Finale - 21,67 m
- 1987:  EK indoor - 22,19 m
- 1987:  WK indoor - 22,24 m
- 1987:  Europacup - 22,01 m
- 1987: 5e WK - 21,35 m
- 1988:  OS - 22,47 m
- 1989:  EK indoor - 21,68 m
- 1989:  WK indoor - 21,75 m
- 1989:  Europacup - 21,72 m
- 1989:  Wereldbeker - 21,68 m
- 1990:  EK indoor - 20,43 m
- 1990:  EK - 21,32 m
- 1990:  Grand Prix Finale - 21,00 m
- 1991:  Europacup - 20,26 m
- 1992: 5e OS - 20,49 m